# Figueira-comum
A ficus carica, comummente conhecida como figueira (não confundir com as demais espécies do género Ficus, que com esta partilham este nome comum), é uma espécie de árvore caducifólia, da família das Moráceas, pertencente ao tipo fisionómico das microfanerófitas,  a qual produz um fruto comestível, pertencente ao tipo botânico dos sícones, comummente conhecido como figo.

## Nomes comuns
Além de «figueira», esta espécie também é conhecida como figueira-comum.
Uma vez que se trata de uma espécie apófita, a mesma conta com subespécies silvestres e domesticadas, as quais, por seu turno, contam com os seus próprios nomes comuns. 
Assim, a ficus carica sylvestris, caracterizada por não produzir frutos suculentos, dá pelos seguintes nomes comuns: baforeira, figueira-brava (não confundir com a espécie Datura stramonium, que também dá por este nome comum) e figueira-de-tocar.
Por sua vez, as figueiras domesticadas, pertencem à subespécie ficus carica sativa, caracterizando-se por produzirem frutos suculentos, são comummente conhecidas como figueiras-mansas. No entanto, também podem ser conhecidas como abebereiras (grafia alternativa bebereiras), caso produzam certas variedades frutícolas de figos, especificamente conhecidas como bêberas (grafia alternativa bebra).

### Etimologia
Quanto ao nome científico desta espécie:
- O nome genérico, Ficus, provém do latim, fīcus, e significa «figueira».[14]

- O epíteto específico, carica, também provém do latim, cārĭca, e significa «proveniente da região de Caria, na Ásia Menor» reportando-se a certa afamada variedade de figos dessa região.[15]

Do que toca aos nomes comuns: 
- «figo» e «figueira» provêm do sobredito étimo latino fīcus[2];
- «bêbera» (bem como a sua variante gráfica), provêm do étimo latino bifĕra, que significa «que produz duas vezes; que dá fruto duas vezes ao ano».[12]
- «baforeira» e «bebereira» (bem como a sua variante gráfica), provêm do étimo latino biferarĭa[7], que por sua vez remete para o sobredito étimo latino bifĕra.

## Descrição
A figueira trata-se de uma espécie de árvore que tende a medir entre os 4 e os 5 metros de altura em média, podendo, em todo o caso, alcançar os 10 metros de altura.
Caracteriza-se pelo seu tronco tortuoso e sobremaneira ramificado. Os ramos, por seu turno, são patentes ou assumem um feitio mais postrado.
Do que toca às folhas, são pecioladas, grossas, pubescente-asperas, cordiformes, podem ter entre 3 a 7 lobos ou então podem ser subinteiras, contam com um limbo que pode alcançar até 28 cm.

### Floração
As flores masculinas ostentam 3-5 tépalas e outros tantos estames, enquanto que as flores femininas contam com 4-5 tépalas, aderentes inferiormente, e
1 ovário pediculado, com 1 óvulo pendente. O estilete é lateral, com 2 estigmas filiformes.
Uma característica que distingue as variantes silvestre e domesticada desta espécie, é que as figueiras-bravas têm flores monóicas, ao passo que as figueiras-mansas são dióicas.
A infrutescência consiste num sícone, incluindo numerosos aquénios rodeados pelo perianto.

### Reprodução
Os figos da espécie Ficus carica podem ser provenientes de plantas masculinas ou femininas, embora os figos comestíveis sejam da planta feminina. O figo da planta masculina é designado por caprifigo, e não é comercializado; a sua designação provém do seu uso antigo na alimentação de cabritos. No cultivo de figos, na Europa, é comum levar caprifigos à plantação de figueiras para que as vespas do caprifigo fertilizem os figos das plantas femininas, num processo designado por caprificação.

### Frutificação
Os frutos desta espécie são sícones, afiguram-se solitários ou geminados, assumem dimensões grandes, especialmente quando são da subespécie sativa, são glabros e apresentam uma coloração que pode variar entre o verde, o verde-amarelado, o verde com laivos arroxeados ou integralmente violácea.
Os figos desta espécie podem desenvolver-se ou no ciclo vegetativo vindimo ou ordinário, que é o que ocorre entre finais de Agosto e inícios de Setembro, por altura clássica das vindimas; ou então pode passar o Inverno em estado muito rudimentar para só se desenvolver no ciclo vegetativo seguinte, sendo que nesse caso se chamam figos lampos.
Em termos de fruto, as principais diferenças entre as ficus caricas sylvestris e as ficus caricas sativas é que os sícones das primeiras são secos e insípidos, ao passo que os sícones dos segundos são carnudos, doces e comestíveis.

### Variedades frutícolas
As variedades portuguesas registadas de figos são: 
- as bêberas (subivididas em bêberas-brancas e bêberas-pretas)[16];
- a belmandil[17] (também grafada belamandil)[16];
- o burjassote[18][16];
- o cachopeiro;
- a castelhana-branca; [16]
- a côtea; [16]
- o figo-da-ponte-de-quarteira; [16]
- as euxárias (subdivididas em euxária-branca e euxária-preta);[16]
- o figo-doce;[16]
- as lampas[19] (subdivididas em lampa-branca e lampa-preta);[16]
- o figo-moscatel; [16]
- o pingo-de-mel[16][20];
- o figo-princesa;[16]
- o verdeal.[21] [16]

## Distribuição
É originária da região do Mediterrâneo e o seu uso iniciou-se na Idade da Pedra. Trata-se de umas das primeiras plantas cultivadas pelo homem, encontrando-se cultivada de forma generalizada no Sul do continente europeu.

### Portugal
Esta espécie encontra-se em todo o território nacional, considerando-se uma espécie autóctone endémica, mas apófita, em Portugal Continental e uma espécie introduzida nos arquipélagos dos Açores e da Madeira.
Em Portugal Continental encontra-se presente em todas as zonas.

### Ecologia
Trata-se de uma espécie ruderal e cultivada, pelo que pode medrar numa míriade de terrenos diferentes, incluindo os pomares de sequeiro, as hortas, os espaços devolutos, terrenos situados nas orlas de cursos de água, barrocais húmidos, cercanias de matorrais, em geral privilegiando terrenos frescos, pedregosos e um tanto húmidos.

## Abonações literárias
A figueira é a primeira planta descrita na Bíblia, quando Adão se veste com suas folhas, ao notar que está nu.

## Produção mundial de figo

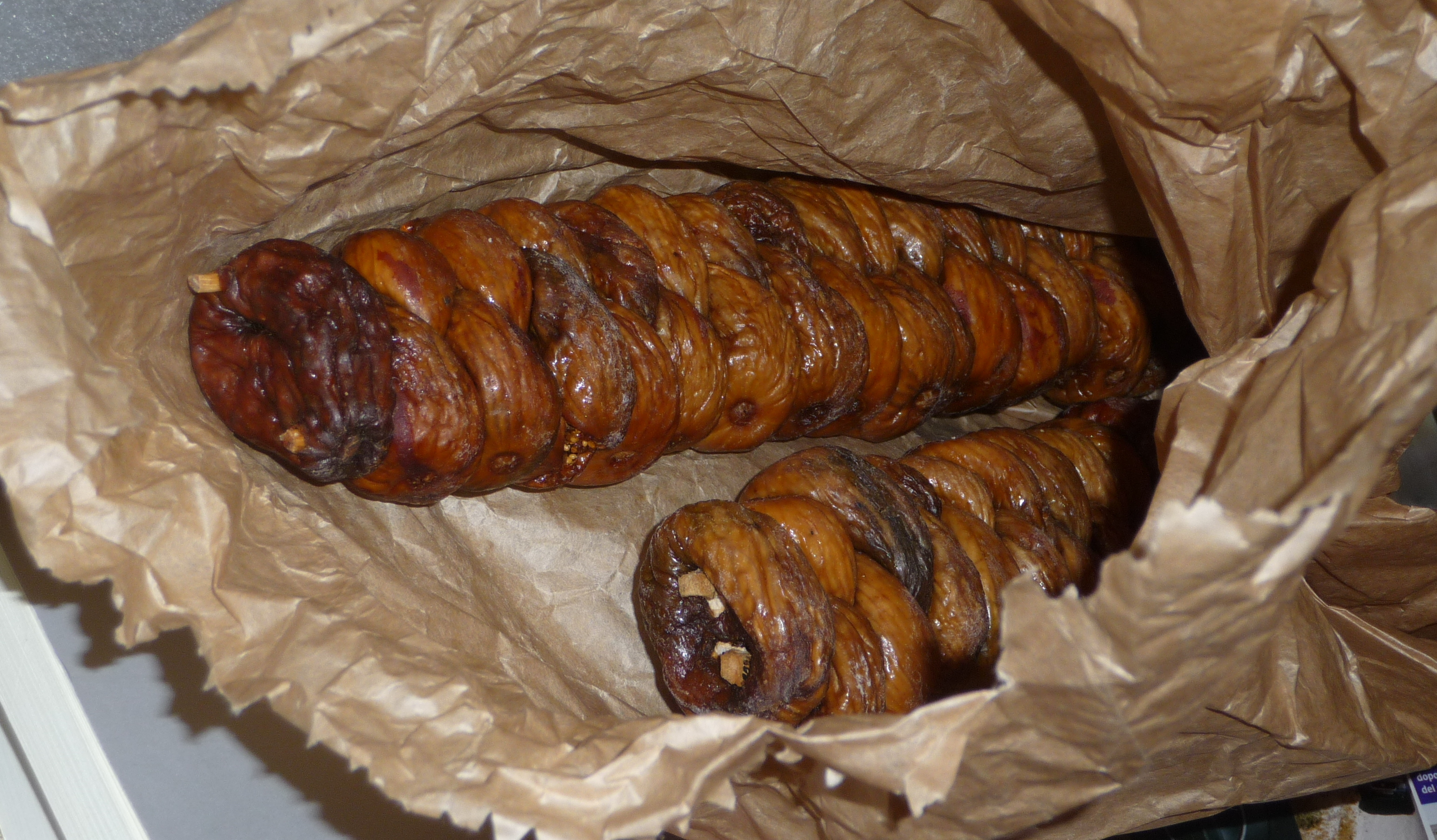
"Schiocca" de figos secos da Calábria

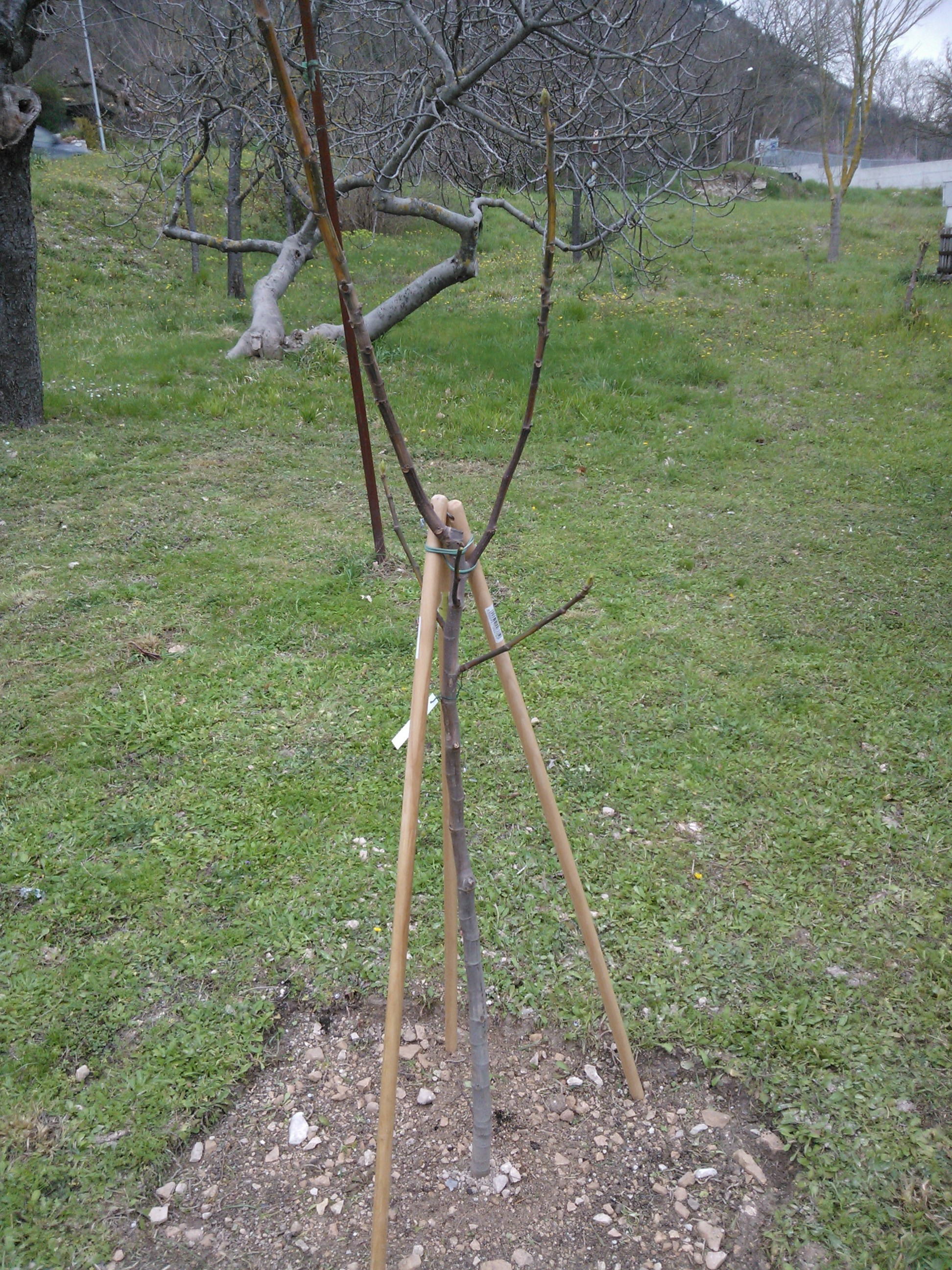
figueira pequena

| País                                     | Produção em 2018 (mil toneladas anuais) |
| ---------------------------------------- | --------------------------------------- |
| Turquia                                  | 306,4                                   |
| Egito                                    | 189,3                                   |
| Marrocos                                 | 128,3                                   |
| Argélia                                  | 109,2                                   |
| Irão                                     | 59,3                                    |
| Espanha                                  | 47,7                                    |
| Síria                                    | 35,3                                    |
| Estados Unidos                           | 28,8                                    |
| Tunísia                                  | 25,6                                    |
| Albânia                                  | 24,4                                    |
| Brasil                                   | 23,6                                    |
| Total mundial                            | 1.135,31                                |
| Fonte: Food and Agriculture Organization |                                         |